# 吉野晴夫
吉野 晴夫（よしの はるお、1941年〈昭和16年〉2月7日 - ）は、日本の政治家。元奈良県五條市長（1期）。

## 経歴
奈良県出身。近畿大学理学部卒。2007年〈平成19年〉五條市長榎信晴は3期目途中で体調不良のため市長を退任。その後継の市長選挙に立候補し、当選。市長を1期務める。
吉野は就任以来、消防庁舎建設予定地の見直しを一方的に表明。また、市内の岡中継施設築造工事の中止を突然決定、市内の幼稚園及び保育所の統廃合に対する保護者や市民への無責任な対応など、議会と衝突した。さらに市長が提出した議案が委員会で否決されたにもかかわらず、副市長に一部市議会議員の自宅などに出向かせ、当該議案の可決の必要性を説明させたことが、議決機関としての議会の存在意義を全く無視した行動とされた。そのため、2008年〈平成20年〉12月に議会は市長に対する問責決議案を提出し、可決。同月議会は市長に対する不信任決議案を提出したが、否決された。
2011年〈平成23年〉の市長選挙に立候補し、再選を目指したが、元五条市議の太田好紀に敗れた。